# Meilland

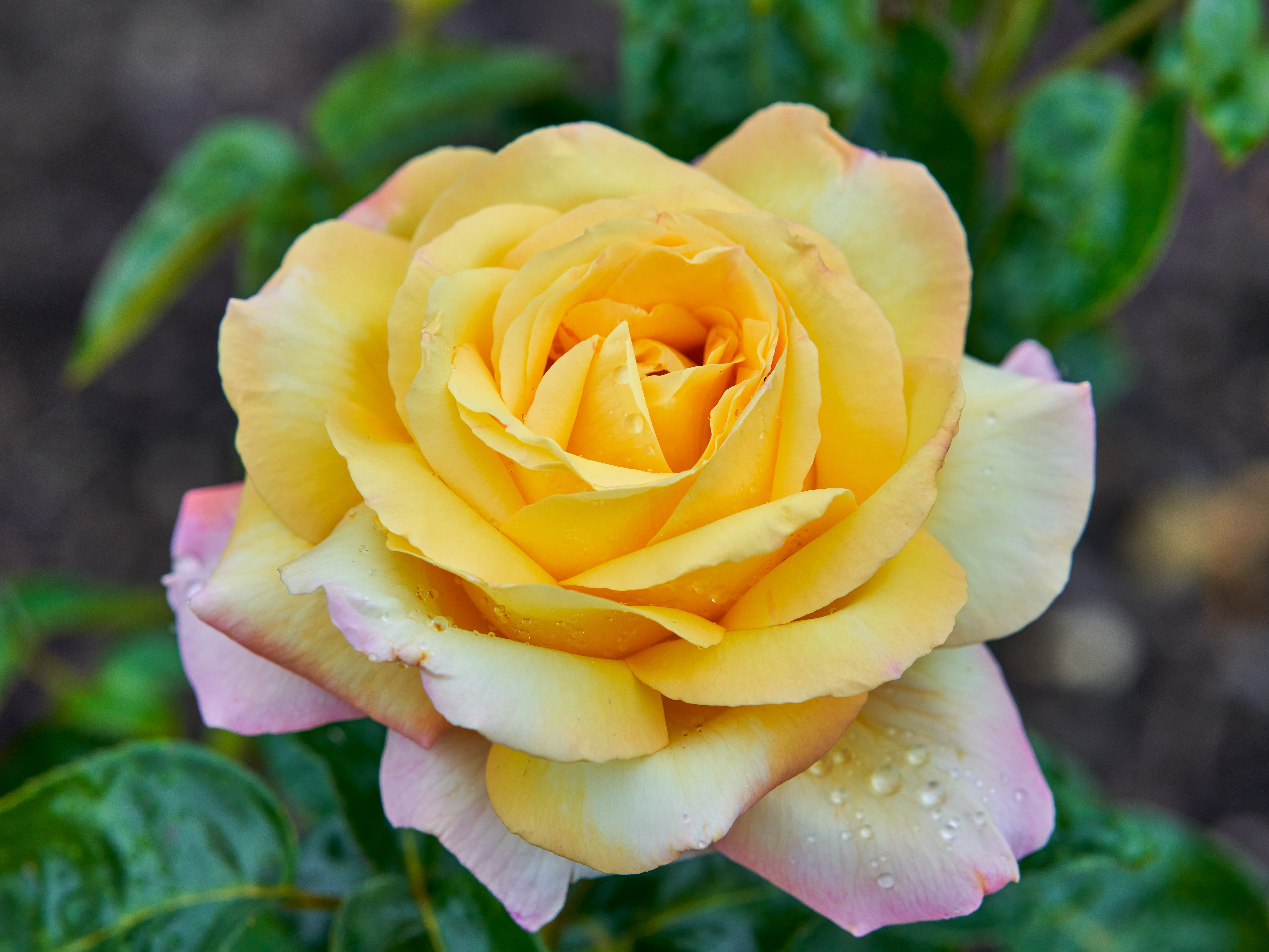
‘Madame Antoine Meilland’ (syn. 'Peace', 'Gloria Dei'), słynna róża firmy Meilland

Meilland – francuskie przedsiębiorstwo rodzinne założone w roku 1850, którego główną działalnością jest hodowla róż. 
Przedsiębiorstwo jako Meilland International stało się jednym z największych holdingów ogrodniczych na świecie. Jego francuska filia Meilland-Richardier hoduje i sprzedaje na terenie Europy róże, drzewa owocowe i krzewy ozdobne. W Stanach Zjednoczonych działalność handlowa jest prowadzona pod nazwą Star Roses. W skład holdingu wchodzi kilkadziesiąt filii zajmujących się głównie krzyżowaniem, selekcją, uprawą, sprzedażą i ochroną firmowych odmian róż. 